# Kyle Aitken
Kyle Aikten, né le 29 janvier 2004, est un coureur cycliste néo-zélandais. Il participe à des compétitions sur route et sur piste.

## Biographie
Lors de la saison 2022, Kyle Aitken se distingue en terminant troisième de la poursuite par équipes aux championnats du monde juniors, avec la délégation néo-zélandaise,. Il devient par ailleurs champion national junior du kilomètre et de la vitesse par équipes.  
En 2024, il finit deuxième de la poursuite par équipes aux championnats d'Océanie, aux côtés de plusieurs compatriotes. Il est également sacré champion de Nouvelle-Zélande de poursuite individuelle chez les élites. L'année suivante, il obtient une nouvelle médaille dans la poursuite par équipes aux championnats d'Océanie. 

## Palmarès sur route

### Championnats du monde juniors
- Tel Aviv 2022
  -  Médaillé de bronze de la poursuite par équipes

### Championnats d'Océanie
- Cambridge 2024
  -  Médaillé de bronze de la poursuite par équipes
- Brisbane 2025
  -  Médaillé d'argent de la poursuite par équipes

### Championnats nationaux
- 2022[3]
  -  Champion de Nouvelle-Zélande de vitesse par équipes juniors (avec Liam Cavanagh et Jaxson Russell)
  -  Champion de Nouvelle-Zélande du kilomètre juniors
  - 2e du championnat de Nouvelle-Zélande de poursuite juniors
- 2024
  -  Champion de Nouvelle-Zélande de poursuite
  - 2e du championnat de Nouvelle-Zélande du kilomètre
  - 2e du championnat de Nouvelle-Zélande de poursuite par équipes
  - 2e du championnat de Nouvelle-Zélande de course aux points